# Jaanus Tamkivi
Jaanus Tamkivi, né le 17 novembre 1959 à Kuressaare, est un homme politique estonien qui appartient au Parti de la réforme (ER).

## Formation et carrière
Il achève ses études secondaires en 1978. Cinq ans plus tard, il obtient son diplôme d'ingénieur à l'Institut polytechnique de Tallinn.
De 1983 à 1989, il est superviseur au sein de la coopérative de travaux publics des fermes collectives de Saaremaa, puis, entre 1989 et 1992, directeur du département de restauration des églises médiévales du bureau de restauration de Saaremaa.
Par ailleurs, il dirige la société AS Tansar durant quatre ans à partir de 1992.

## Vie politique
En 1996, il obtient son premier mandat en devenant maire de Kuressaare, sa ville natale.
Neuf ans plus tard, il fait son entrée au Riigikogu, le Parlement d'Estonie. Il siège d'abord à la commission de l'Environnement, puis prend la présidence du groupe du Parti de la réforme.
Réélu député aux élections législatives de 2007, Jaanus Tamkivi est nommé ministre de l'Environnement du second gouvernement d'Andrus Ansip le 5 avril suivant. Il est remplacé par Keit Pentus le 5 avril 2011